# Bulbul bruyant
Baeopogon clamans
Espèce
Statut de conservation UICN

 LC  : Préoccupation mineure
Le Bulbul bruyant (Baeopogon clamans) est une espèce de passereaux de la famille des Pycnonotidae.

## Répartition
Cet oiseau vit au Cameroun, en République centrafricaine, en République du Congo, en République démocratique du Congo, au Gabon, en Guinée équatoriale et au Nigeria.

## Habitat
Son habitat naturel est les forêts humides des plaines subtropicales ou tropicales.